# FK Akademia Togliatti
Maillots
L'Akademia Togliatti (en russe : «Академия» Тольятти) est un club de football de la ville de Togliatti. Le club a été fondé en 1991 à la suite de la fusion entre l'Energia et le Lada-Simbirsk.

## Historique
- Lada (russe : Лада) (1991 – juin 1997)
- Lada-Grad (russe : Лада-Град) (juin 1997 – 1998)
- Lada-Simbirsk (russe : Лада-Симбирск) (1999)
- Lada-Energiya (russe : Лада-Энергия) (2000 – 2002)
- Lada-SOK (russe : Лада-СОК) (2003 – 2005)
- Krylya Sovetov-SOK (russe : Крылья Советов-СОК) (2006–2007)
- Akademiya Dimitrovgrad (russe: Академия) (2008–2009)
- FK Togliatti (russe: ФК Тольятти) (2009–2010)
- FK Akademia Togliatti (russe: ФК "Академия" Тольятти) (2010-2013)
- FK Akademia Lada-M (russe: ФК "Академия" Лада-М) (2015-)

## Bilan sportif

### Classements en championnat
La frise ci-dessous résume les classements successifs du club en championnat.

### Bilan par saison
Légende
- Promotion en division supérieure
- Relégation en division inférieure

| Saison    | Championnat       | Championnat  | Championnat  | Championnat  | Championnat  | Championnat  | Championnat  | Championnat  | Championnat  | Championnat  | Coupe de Russie     |
| Saison    | Division          | Pos          | Pts          | J            | V            | N            | D            | BP           | BC           | Diff         | Coupe de Russie     |
| --------- | ----------------- | ------------ | ------------ | ------------ | ------------ | ------------ | ------------ | ------------ | ------------ | ------------ | ------------------- |
| 1992      | 2e Centre         | 14e          | 28           | 34           | 10           | 8            | 16           | 34           | 62           | -28          | —                   |
| 1993      | 2e Centre         | 9e           | 41           | 38           | 18           | 5            | 15           | 46           | 32           | +14          | Troisième tour      |
| 1994      | 3e Centre         | 6e           | 40           | 32           | 17           | 6            | 9            | 41           | 25           | +16          | Premier tour        |
| 1995      | 3e Centre         | 3e           | 87           | 40           | 27           | 6            | 7            | 87           | 34           | +53          | Premier tour        |
| 1996      | 3e Centre         | 1er          | 98           | 42           | 31           | 5            | 6            | 90           | 28           | +62          | Seizièmes de finale |
| 1997      | 2e                | 6e           | 69           | 42           | 20           | 9            | 13           | 80           | 71           | +9           | Seizièmes de finale |
| 1998      | 2e                | 6e           | 64           | 42           | 19           | 7            | 16           | 65           | 63           | +2           | Deuxième tour       |
| 1999      | 2e                | 20e          | 40           | 42           | 12           | 4            | 26           | 37           | 69           | -32          | Seizièmes de finale |
| 2000      | 3e Povoljié       | 9e           | 49           | 34           | 16           | 1            | 17           | 54           | 49           | +5           | Cinquième tour      |
| 2001      | 3e Povoljié       | 7e           | 55           | 34           | 15           | 10           | 9            | 58           | 40           | +18          | Deuxième tour       |
| 2002      | 3e Povoljié       | 8e           | 43           | 30           | 13           | 4            | 13           | 51           | 40           | +11          | Premier tour        |
| 2003      | 3e Oural-Povoljié | 12e          | 41           | 38           | 11           | 8            | 19           | 35           | 51           | -16          | Premier tour        |
| 2004      | 3e Oural-Povoljié | 18e          | 19           | 36           | 4            | 7            | 25           | 19           | 78           | -59          | Premier tour        |
| 2005      | 3e Oural-Povoljié | 15e          | 38           | 36           | 12           | 2            | 22           | 35           | 60           | -25          | Premier tour        |
| 2006      | 3e Oural-Povoljié | 13e          | 14           | 24           | 4            | 2            | 18           | 15           | 59           | -44          | Deuxième tour       |
| 2007      | 3e Oural-Povoljié | 6e           | 38           | 26           | 12           | 2            | 12           | 54           | 45           | +9           | Deuxième tour       |
| 2008      | 3e Oural-Povoljié | 18e          | 3            | 34           | 0            | 3            | 31           | 20           | 107          | -87          | Deuxième tour       |
| 2009      | 3e Oural-Povoljié | 16e          | 16           | 30           | 4            | 4            | 22           | 25           | 71           | -46          | Troisième tour      |
| 2010      | 3e Oural-Povoljié | 8e           | 40           | 26           | 12           | 4            | 10           | 41           | 32           | +9           | Cinquième tour      |
| 2011-2012 | 3e Oural-Povoljié | 4e           | 65           | 39           | 19           | 8            | 12           | 61           | 36           | +25          | Deuxième tour       |
| 2011-2012 | 3e Oural-Povoljié | 4e           | 65           | 39           | 19           | 8            | 12           | 61           | 36           | +25          | Deuxième tour       |
| 2012-2013 | 3e Oural-Povoljié | 14e          | 20           | 28           | 5            | 5            | 18           | 16           | 57           | -41          | —                   |
| 2014      | Club inactif      | Club inactif | Club inactif | Club inactif | Club inactif | Club inactif | Club inactif | Club inactif | Club inactif | Club inactif | Club inactif        |
| 2015      | 4e Privoljié      | 12e          | 11           | 22           | 2            | 5            | 15           | 22           | 43           | -21          | —                   |
| 2016      | 4e Privoljié      | 10e          | 17           | 20           | 4            | 5            | 11           | 12           | 26           | -14          | —                   |
| 2017      | 4e Privoljié      | 9e           | 19           | 22           | 6            | 1            | 15           | 24           | 42           | -18          | —                   |
| 2018      | 4e Privoljié      | 11e          | 13           | 22           | 3            | 4            | 15           | 18           | 58           | -40          | —                   |

## Identité visuelle

Ancien logo
Logo actuel

## Joueurs emblématiques
- 2005 - 2007 :  Anton Vlason
- 2006 - 2007 :  Alan Dzagoev
- 2006 - 2008 :  Dmitri Ryjov